# Eonaphis phyllanthi
Eonaphis phyllanthi är en insektsart. Eonaphis phyllanthi ingår i släktet Eonaphis och familjen långrörsbladlöss. Inga underarter finns listade i Catalogue of Life.